# Zimbabwe i olympiska sommarspelen 2012
Zimbabwe deltog i olympiska sommarspelen 2012 som ägde rum i London i Storbritannien mellan den 27 juli och den 12 augusti 2012. Ingen av landets deltagare erövrade någon medalj.

## Friidrott
Förkortningar
- Notera – Placeringar gäller endast den tävlandes eget heat
- Q = Kvalificerade sig till nästa omgång via placering
- q = Kvalificerade sig på tid eller, i fältgrenarna, på placering utan att ha nått kvalgränsen
- NR = Nationellt rekord
- N/A = Omgången inte möjlig i grenen
- Bye = Idrottaren behövde inte delta i omgången

Herrar
Bana och väg
| Idrottare         | Gren    | Final    | Final     |
| Idrottare         | Gren    | Resultat | Placering |
| ----------------- | ------- | -------- | --------- |
| Wirimai Juwawo    | Maraton | 2:14:09  | 15        |
| Cuthbert Nyasango | Maraton | 2:12:08  | 7         |

Damer
Bana och väg
| Idrottare       | Gren    | Final    | Final     |
| Idrottare       | Gren    | Resultat | Placering |
| --------------- | ------- | -------- | --------- |
| Sharon Tavengwa | Maraton | DNF      | DNF       |

## Rodd
Herrar
| Idrottare              | Gren          | Heat    | Heat      | Återkval | Återkval  | Kvartsfinal | Kvartsfinal | Semifinal | Semifinal | Final   | Final     | Final |
| Idrottare              | Gren          | Tid     | Placering | Tid      | Placering | Tid         | Placering   | Tid       | Placering | Tid     | Placering |       |
| ---------------------- | ------------- | ------- | --------- | -------- | --------- | ----------- | ----------- | --------- | --------- | ------- | --------- | ----- |
| James Fraser-Mackenzie | Singelsculler | 7:16,83 | 5 R       | 7:19,85  | 4 SE/F    | BYE         | BYE         | 7:33,81   | 3 FE      | 7:46,49 | 30        |       |

Damer
| Idrottare           | Gren          | Heat    | Heat      | Återkval | Återkval  | Kvartsfinal | Kvartsfinal | Semifinal | Semifinal | Final   | Final     | Final |
| Idrottare           | Gren          | Tid     | Placering | Tid      | Placering | Tid         | Placering   | Tid       | Placering | Tid     | Placering |       |
| ------------------- | ------------- | ------- | --------- | -------- | --------- | ----------- | ----------- | --------- | --------- | ------- | --------- | ----- |
| Micheen Thornycroft | Singelsculler | 7:47,10 | 3 Q       | BYE      | BYE       | 7:56,66     | 4 SC/D      | 7:51,02   | 1 FC      | 8:07,52 | 14        |       |

## Triathlon
| Triathlet     | Gren                | Simning (1,5 km) | Trans 1 | Cykling (40 km) | Trans 2 | Löpning (10 km) | Total tid | Placering |
| ------------- | ------------------- | ---------------- | ------- | --------------- | ------- | --------------- | --------- | --------- |
| Chris Felgate | Herrarnas triathlon | 18:09            | 0:43    | 59:36           | 0:34    | 34:51           | 1:53:53   | 52        |